# New Creation
New Creation var ett av Sveriges första kristna rockband. Ledare var gitarristen och sångaren Pelle Karlsson. Övriga medlemmar i originalsättningen var Anders Kjellberg, trummor, Dan Ekström, bas, och Lennart Sjöholm, klaviaturer.
Den första LPn Sing out my soul är på många sätt en milstolpe i svensk kristen musik. Efter detta album blev den kristna musikkartan aldrig sig lik i Sverige. Låten "He is there" skriven av Pelle Karlsson är till exempel med på proggsamlingsskivan: Who will Buy These Wonderful Evils pt 3. I recensionen från skivan kan man läsa: "...här finns t o m en evangelistisk psychpopdänga med en ung Pelle Karlsson vid mikrofonen."
Året efteråt gjorde man en skiva från och om staden Jerusalem och landet Israel. Sommaren 1971 turnerade man med Jan Sparring i de svenska folkparkerna och denna turné dokumenterades också på en LP.
Gruppen sista skiva blev Till alla. Skivan innehåller bland annat Pelle Karlssons översättning av Larry Normans "Sweet song of salvation" = "Skön sång". Hiten "Bränn alla broar" finns också i detta album.
Gruppens medlemmar gick därefter skilda vägar, även om Lennart Sjöholm och Pelle Karlsson fortsatt sitt samarbete på olika sätt.

## Diskografi
- 1970 – Sing out my soul (Hemmets Härold)
- 1971 – Jerusalem (Prim)
- 1971 – Med Jan Sparring i parken
- 1972 – Till alla (Signatur)